# Collegio di Doncaster North
Doncaster North è un collegio elettorale inglese della Camera dei comuni del Parlamento del Regno Unito, situato nel South Yorkshire, nella regione dello Yorkshire e Humber. Elegge un membro del Parlamento con il sistema maggioritario a turno unico. Il rappresentante del collegio dal 2005 è il laburista Ed Miliband.

## Storia
Il collegio fu creato nel 1983 da parti degli ex collegi di Don Valley e Goole, ed è sempre stato una roccaforte laburista; dal 2005 il deputato è Ed Miliband, leader del Partito Laburista e Leader dell'Opposizione dal 2010 al 2015.

## Estensione

Doncaster North dal 2010 al 2024

- 1983–1997: i ward del borgo metropolitano di Doncaster di Adwick, Askern, Bentley Central, Bentley North Road, Hatfield, Stainforth e Thorne.
- 1997–2010: i ward del borgo metropolitano di Doncaster di Adwick, Askern, Bentley Central, Bentley North Road, Stainforth e Thorne.
- 2010–2024: i ward del borgo metropolitano di Doncaster di Adwick, Askern Spa, Bentley, Great North Road, Mexborough, Sprotbrough e Stainforth and Moorends.
- dal 2024: i ward della città di Doncaster di Adwick le Street and Carcroft, Bentley, Mexborough, Norton and Askern, Roman Ridge, Sprotbrough e Stainforth and Barnby Dun.[1]

## Profilo
Il collegio copre grandi aree rurali a nord di Doncaster, che si estendono fino a Mexborough ad ovest, a Bentley che sorge sulla riva nord del Don e Adwick le Street che si trova molto più a nord. Il collegio presenta un reddito moderato, e ancora fatica a recuperare dalla fine del settore minerario, anche se molti abitanti lavorano ancora nel settore costruttivo e manifatturiero.
Dalla sua creazione nel 1983, Doncaster North ha eletto solo deputati laburisti.

## Membri del Parlamento
| Elezione | Elezione     | Deputato              | Partito   |
| -------- | ------------ | --------------------- | --------- |
|          | 1983         | Michael Collins Welsh | Laburista |
| 1992     | Kevin Hughes |                       | Laburista |
| 2005     | Ed Miliband  |                       | Laburista |

## Risultati elettorali

### Elezioni negli anni 2020
| Partito                    | Partito                                | Candidato                  | Risultati 4 luglio 2024 | Risultati 4 luglio 2024 |
| Partito                    | Partito                                | Candidato                  | Voti                    | %                       |
| -------------------------- | -------------------------------------- | -------------------------- | ----------------------- | ----------------------- |
|                            | Laburista                              | Ed Miliband                | 16 231                  | 52,35                   |
|                            | Conservatore                           | Glenn Bluff                | 7 105                   | 22,92                   |
|                            | Social Democratico                     | Dave Bettney               | 1 960                   | 6,32                    |
|                            | Verdi                                  | Tony Nicholson             | 1 778                   | 5,74                    |
|                            | Democratici Britannici                 | Frank Calladine            | 1 160                   | 3,74                    |
|                            | Yorkshire                              | Christopher Dawson         | 1 059                   | 3,42                    |
|                            | Lib Dem                                | Jonathan Harston           | 1 045                   | 3,37                    |
|                            | Party of Women                         | Catherine Briggs           | 452                     | 1,46                    |
|                            | TUSC                                   | Andy Hiles                 | 212                     | 0,68                    |
|                            |                                        |                            |                         |                         |
| Iscritti                   | Iscritti                               | Iscritti                   | 69 759                  | 100,00                  |
| ↳ Votanti (% su iscritti)  | ↳ Votanti (% su iscritti)              | ↳ Votanti (% su iscritti)  | 31 002                  | 44,44                   |
| ↳ Astenuti (% su iscritti) | ↳ Astenuti (% su iscritti)             | ↳ Astenuti (% su iscritti) | 38 757                  | 55,56                   |
|                            |                                        |                            |                         |                         |
|                            | Esito: collegio confermato a Laburista |                            |                         |                         |

### Elezioni negli anni 2010
| Partito                    | Partito                                | Candidato                  | Risultati 12 dicembre 2019 | Risultati 12 dicembre 2019 |
| Partito                    | Partito                                | Candidato                  | Voti                       | %                          |
| -------------------------- | -------------------------------------- | -------------------------- | -------------------------- | -------------------------- |
|                            | Laburista                              | Ed Miliband                | 15 740                     | 38,68                      |
|                            | Conservatore                           | Katrina Sale               | 13 370                     | 32,85                      |
|                            | Brexit                                 | Andy Stewart               | 8 294                      | 20,38                      |
|                            | Lib Dem                                | Joe Otten                  | 1 476                      | 3,63                       |
|                            | Yorkshire                              | Stevie Manion              | 959                        | 2,36                       |
|                            | Democratici                            | Frank Calladine            | 309                        | 0,76                       |
|                            | Indipendente                           | Eddie Todd                 | 220                        | 0,54                       |
|                            | Indipendente                           | Wendy Bailey               | 188                        | 0,46                       |
|                            | Indipendente                           | Neil Wood                  | 142                        | 0,35                       |
|                            |                                        |                            |                            |                            |
| Iscritti                   | Iscritti                               | Iscritti                   | 72 362                     | 100,00                     |
| ↳ Votanti (% su iscritti)  | ↳ Votanti (% su iscritti)              | ↳ Votanti (% su iscritti)  | 41 229                     | 56,98                      |
| ↳ Astenuti (% su iscritti) | ↳ Astenuti (% su iscritti)             | ↳ Astenuti (% su iscritti) | 31 133                     | 43,02                      |
|                            |                                        |                            |                            |                            |
|                            | Esito: collegio confermato a Laburista |                            |                            |                            |

| Partito                    | Partito                                | Candidato                  | Risultati 8 giugno 2017 | Risultati 8 giugno 2017 |
| Partito                    | Partito                                | Candidato                  | Voti                    | %                       |
| -------------------------- | -------------------------------------- | -------------------------- | ----------------------- | ----------------------- |
|                            | Laburista                              | Ed Miliband                | 25 711                  | 60,77                   |
|                            | Conservatore                           | Shade Adoh                 | 11 687                  | 27,62                   |
|                            | UKIP                                   | Kim Parkinson              | 2 738                   | 6,47                    |
|                            | Yorkshire                              | Charlie Bridges            | 741                     | 1,75                    |
|                            | Lib Dem                                | Robert Adamson             | 706                     | 1,67                    |
|                            | Indipendente                           | Frank Calladine            | 366                     | 0,87                    |
|                            | Democratici                            | David Allen                | 363                     | 0,86                    |
|                            |                                        |                            |                         |                         |
| Iscritti                   | Iscritti                               | Iscritti                   | 72 328                  | 100,00                  |
| ↳ Votanti (% su iscritti)  | ↳ Votanti (% su iscritti)              | ↳ Votanti (% su iscritti)  | 42 312                  | 58,50                   |
| ↳ Astenuti (% su iscritti) | ↳ Astenuti (% su iscritti)             | ↳ Astenuti (% su iscritti) | 30 016                  | 41,50                   |
|                            |                                        |                            |                         |                         |
|                            | Esito: collegio confermato a Laburista |                            |                         |                         |

| Partito                    | Partito                                | Candidato                  | Risultati 7 maggio 2015 | Risultati 7 maggio 2015 |
| Partito                    | Partito                                | Candidato                  | Voti                    | %                       |
| -------------------------- | -------------------------------------- | -------------------------- | ----------------------- | ----------------------- |
|                            | Laburista                              | Ed Miliband                | 20 708                  | 52,42                   |
|                            | UKIP                                   | Kim Parkinson              | 8 928                   | 22,60                   |
|                            | Conservatore                           | Mark Fletcher              | 7 235                   | 18,32                   |
|                            | Lib Dem                                | Penny Baker                | 1 005                   | 2,54                    |
|                            | Verdi                                  | Pete Kennedy               | 757                     | 1,92                    |
|                            | Democratici                            | David Allen                | 448                     | 1,13                    |
|                            | TUSC                                   | Mary Jackson               | 258                     | 0,65                    |
|                            | Monster Raving Loony                   | Nick the Flying Brick      | 162                     | 0,41                    |
|                            |                                        |                            |                         |                         |
| Iscritti                   | Iscritti                               | Iscritti                   | 70 917                  | 100,00                  |
| ↳ Votanti (% su iscritti)  | ↳ Votanti (% su iscritti)              | ↳ Votanti (% su iscritti)  | 39 501                  | 55,70                   |
| ↳ Astenuti (% su iscritti) | ↳ Astenuti (% su iscritti)             | ↳ Astenuti (% su iscritti) | 31 416                  | 44,30                   |
|                            |                                        |                            |                         |                         |
|                            | Esito: collegio confermato a Laburista |                            |                         |                         |

| Partito                    | Partito                                | Candidato                  | Risultati 6 maggio 2010 | Risultati 6 maggio 2010 |
| Partito                    | Partito                                | Candidato                  | Voti                    | %                       |
| -------------------------- | -------------------------------------- | -------------------------- | ----------------------- | ----------------------- |
|                            | Laburista                              | Ed Miliband                | 19 637                  | 47,34                   |
|                            | Conservatore                           | Sophie Brodie              | 8 728                   | 21,04                   |
|                            | Lib Dem                                | Ed Sanderson               | 6 174                   | 14,88                   |
|                            | BNP                                    | Pamela Chambers            | 2 818                   | 6,79                    |
|                            | Democratici                            | Wayne Crawshaw             | 2 148                   | 5,18                    |
|                            | UKIP                                   | Liz Andrews                | 1 797                   | 4,33                    |
|                            | TUSC                                   | Bill Rawcliffe             | 181                     | 0,44                    |
|                            |                                        |                            |                         |                         |
| Iscritti                   | Iscritti                               | Iscritti                   | 72 396                  | 100,00                  |
| ↳ Votanti (% su iscritti)  | ↳ Votanti (% su iscritti)              | ↳ Votanti (% su iscritti)  | 41 483                  | 57,30                   |
| ↳ Astenuti (% su iscritti) | ↳ Astenuti (% su iscritti)             | ↳ Astenuti (% su iscritti) | 30 913                  | 42,70                   |
|                            |                                        |                            |                         |                         |
|                            | Esito: collegio confermato a Laburista |                            |                         |                         |

### Elezioni negli anni 2000
| Partito                    | Partito                                | Candidato                  | Risultati 5 maggio 2005 | Risultati 5 maggio 2005 |
| Partito                    | Partito                                | Candidato                  | Voti                    | %                       |
| -------------------------- | -------------------------------------- | -------------------------- | ----------------------- | ----------------------- |
|                            | Laburista                              | Ed Miliband                | 17 531                  | 55,52                   |
|                            | Conservatore                           | Martin Drake               | 4 875                   | 15,44                   |
|                            | Lib Dem                                | Doug Pickett               | 3 800                   | 12,03                   |
|                            | Community Group                        | Martin Williams            | 2 365                   | 7,49                    |
|                            | BNP                                    | Lee Hagan                  | 1 506                   | 4,77                    |
|                            | UKIP                                   | Robert Nixon               | 940                     | 2,98                    |
|                            | Democratici                            | Michael Cassidy            | 561                     | 1,78                    |
|                            |                                        |                            |                         |                         |
| Iscritti                   | Iscritti                               | Iscritti                   | 61 796                  | 100,00                  |
| ↳ Votanti (% su iscritti)  | ↳ Votanti (% su iscritti)              | ↳ Votanti (% su iscritti)  | 31 578                  | 51,10                   |
| ↳ Astenuti (% su iscritti) | ↳ Astenuti (% su iscritti)             | ↳ Astenuti (% su iscritti) | 30 218                  | 48,90                   |
|                            |                                        |                            |                         |                         |
|                            | Esito: collegio confermato a Laburista |                            |                         |                         |

| Partito                    | Partito                                | Candidato                  | Risultati 7 giugno 2001 | Risultati 7 giugno 2001 |
| Partito                    | Partito                                | Candidato                  | Voti                    | %                       |
| -------------------------- | -------------------------------------- | -------------------------- | ----------------------- | ----------------------- |
|                            | Laburista                              | Kevin Hughes               | 19 788                  | 63,09                   |
|                            | Conservatore                           | Anita Kapoor               | 4 601                   | 14,67                   |
|                            | Lib Dem                                | Colin Ross                 | 3 323                   | 10,60                   |
|                            | Indipendente                           | Martin Williams            | 2 926                   | 9,33                    |
|                            | UKIP                                   | John Wallis                | 725                     | 2,31                    |
|                            |                                        |                            |                         |                         |
| Iscritti                   | Iscritti                               | Iscritti                   | 62 104                  | 100,00                  |
| ↳ Votanti (% su iscritti)  | ↳ Votanti (% su iscritti)              | ↳ Votanti (% su iscritti)  | 31 363                  | 50,50                   |
| ↳ Astenuti (% su iscritti) | ↳ Astenuti (% su iscritti)             | ↳ Astenuti (% su iscritti) | 30 741                  | 49,50                   |
|                            |                                        |                            |                         |                         |
|                            | Esito: collegio confermato a Laburista |                            |                         |                         |

## Risultati dei referendum

### Referendum sulla permanenza del Regno Unito nell'Unione europea del 2016
|             | Collegio        | Lasciare UE % | Rimanere in UE % |
| ----------- | --------------- | ------------- | ---------------- |
|             | Doncaster North | 72,0%         | 28,0%            |
| Inghilterra | 53,3%           | 46,7%         |                  |
| Regno Unito | 51,9%           | 48,1%         |                  |